# Coppa d'Ucraina (calcio a 5)
La Coppa d'Ucraina (Кубок України in ucraino) è una competizione calcettistica riservata a squadre maschili affiliate alla Federazione calcistica dell'Ucraina, ente organizzatore della manifestazione. È il secondo torneo di calcio a 5 per importanza in Ucraina dopo la massima divisione del campionato nazionale.

## Storia
La fase finale della prima edizione della Coppa d'Ucraina si è svolta dal 14 al 18 giugno 1993 presso il Palazzo dello Sport di Kiev. La finale tra i kievani dello SKIF-Sileks e il Nadija di Zaporižžja è stata decisa ai rigori dopo che l'incontro si era concluso sul punteggio di 2-2.

## Albo d'oro
- 1992-1993:  SKIF-Sileks (1)
- 1993-1994:  Nika Dnipropetrovs'k (1)
- 1994-1995:  Mechanyzator (1)
- 1995-1996:  Mechanyzator (2)
- 1996-1997:  Lokomotyv Odessa (1)
- 1997-1998:  Lokomotyv Odessa (2)
- 1998-1999:  ZNU (1)
- 1999-2000:  Interkas (1)
- 2000-2001:  InterKrAZ (2)
- 2001-2002:  Dneprospetsstal (1)
- 2002-2003:  Šachtar (1)
- 2003-2004:  Šachtar (2)
- 2004-2005:  Interkas (3)
- 2005-2006:  Šachtar (3)
- 2006-2007:  Enakievets (1)

- 2007-2008:  TVD Leopoli (1)
- 2008-2009:  Lokomotyv Charkiv (1)
- 2009-2010:  Tajm Leopoli (1)
- 2010-2011:  Enerhija Leopoli (1)
- 2011-2012:  Enerhija Leopoli (2)
- 2012-2013:  Enerhija Leopoli (3)
- 2013-2014:  Enerhija Leopoli (4)
- 2014-2015:  Manzana (1)
- 2015-2016:  Lokomotyv Charkiv (2)
- 2016-2017:  Lokomotyv Charkiv (3)
- 2017-2018:  Enerhija Leopoli (5)
- 2018-2019:  Uragan (1)
- 2019-2020:  Uragan (2)
- 2020-2021:  Prodeksim (1)
- 2021-2022: edizione interrotta

- 2022-2023:  Kardinal Rivne (1)
- 2023-2024:  Uragan (3)
- 2024-2025:  Uragan (4)